# Северное наречие украинского языка

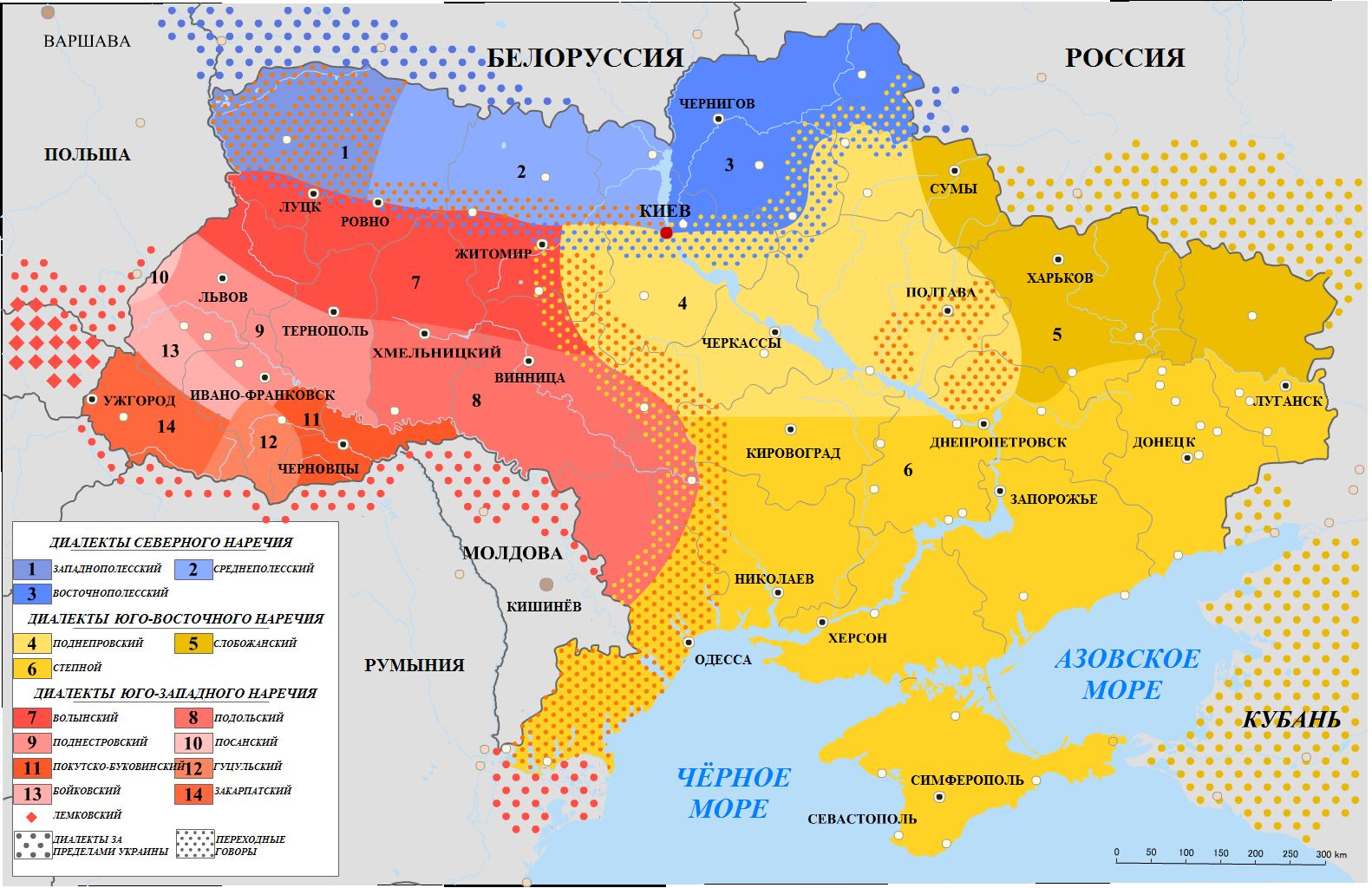
Карта украинских диалектов на 2005 год

Северное наречие (укр. Північне наріччя) известное также, как Полесское наречие (укр. Поліське наріччя) — одно из трёх основных наречий украинского языка. Распространено на севере Украины, юге Белоруссии, востоке Польши и в западных районах Брянской области России. К этому наречию традиционно относят три основных диалекта на территории Украины (восточнополесская, среднеполесская и западнополесская группы говоров) и ещё один, полностью находящийся в Польше, подляский говор. Исторически данный диалект формировался в соседстве с белорусским языком. Нередко к северному наречию украинского языка причисляют отдельные говоры северо-восточного диалекта. Однако эта трактовка не соответствует сложившимся взглядам на вопрос.
На основе западнополесских говоров Белоруссии в 1980—1990-е гг. рядом полесских филологов и литераторов предпринималась попытка создания кодифицированного литературного языка — полесского микроязыка.

## Особенности

### Фонетика
Говоры северного наречия отличаются целым рядом пережиточных элементов. Главнейшие из них таковы:
- наличие дифтонгов [уо] (с вариантами [уи], [уі] и др.), [іе] в закрытых слогах под ударением вместо [і], возникшего из старых о и е: к[уо]стка, к[уо]нь, п[іе]ч, но к[о]стки́, о́с[е]нь; южноукр. и в литературном языке — к[і]стка, к[і]нь, п[і]ч, к[і]стки, о́с[і]нь;
- наличие дифтонга [іе] под ударением вместо [і], возникшего из ѣ: д[іе]д, л[іе]с, ст[іе]нка, но д[е]до́к, л[е]со́к, ст[е]на́; южноукр. и в литературном языке — д[і]д, л[і]с, ст[і]нка, д[і]до́к, л[і]со́к, ст[і]на́;
- окончание -є вместо -я после долгого (на письме удвоенного) согласного: житт[є], весілл[є], зілл[є] южноукр.; в большинстве говоров и в литературном языке — житт[я], весілл[я], зілл[я];
- окончание -и вместо -і в именительном падеже мн. ч. имен прилагательных: добр[и], здоров[и], гарн[и]; в южноукраинском и в литературном языке — добр[і], здоров[і], гарн[і].

### Лексика и морфология
В северо-восточном диалекте немало терминов, имеющих аналоги в польском и белорусском языках. Вышеуказанные языки формировались в соседстве с северо-восточными говорами.
На морфологическом уровне главным отличием от украинского литературного языка является другая система склонения прилагательных, аналогичная белорусской.
На лексическо-семантическом уровне каждый говор выделяется своими специфическими особенностями. Например, в значении болото (трясина, дрягва) в западнополесских говорах употребляются слова: моро́чня, сту́бла, ча́ква, тлань; в среднеполесских — здвіж, стві́га, драга́; в восточнополесских — то́пкає, бало́та.